# David R. Ellis
David R. Ellis, all'anagrafe David Richard Ellis (Los Angeles, 8 settembre 1952 – Johannesburg, 7 gennaio 2013), è stato un regista, attore e stuntman statunitense.

## Biografia
Iniziò la sua carriera nell'industria cinematografica come attore non protagonista in ruoli minori debuttando sul grande schermo nel film L'uomo più forte del mondo (1975) di Vincent McEveety. Un anno più tardi si dedicò a un'altra attività di comparsata: lo stuntman, nel film Baby Blue Marine e da allora lavorò esclusivamente come stuntman.
Nel 1981 fu promosso a coordinatore dei cascatori, e nel 1986 debuttò come assistente alla regia e/o secondo assistente alla regia. Tra i suoi lavori più famosi il coordinamento delle scene d'azioni in film come Matrix Revolutions e Harry Potter e la pietra filosofale.
Nel 1996 fu incaricato della regia del suo primo film: Homward Bound II della Walt Disney Pictures. Tornò nuovamente a dirigere alcuni anni dopo, nel 2003, con Final Destination 2 e consacrandosi come regista di film dell'orrore e thriller. Seguirono Cellular con Kim Basinger che riuscì a fare una discreta concorrenza a Resident Evil con Milla Jovovich e il suo "capolavoro" per eccellenza per cui è maggiormente ricordato: Snakes on a Plane.
Nel 2009 ha diretto il quarto film della serie Final Destination girato in tridimensionale e il cui successo lo ha portato a firmare per la regia di diversi progetti per il futuro.
Nel gennaio 2013 è stato trovato morto all'età di 60 anni, in una camera d'albergo di Johannesburg, mentre stava lavorando ad un remake del film hentai giapponese A-Kite.

## Filmografia parziale

### Regista
- Quattro zampe a San Francisco (Homeward Bound II: Lost in San Francisco, 1996)
- Final Destination 2 (2003)
- Final Destination 2 - Deleted Scenes - cortometraggio (2003)
- Cellular (2004)
- Snakes on a Plane (2006)
- Asylum (2008)
- The Final Destination 3D (2009)
- Shark Night - Il lago del terrore (Shark Night 3D, 2011)